# 17 juillet 1969
Le jeudi 17 juillet 1969 est le 198e jour de l'année 1969.

## Naissances
- Édouard Bineau, compositeur, pianiste de jazz
- Elin Hilderbrand, écrivaine américaine
- Emmanuel Abbo, évêque catholique de Ngaoundéré
- F. Gary Gray, réalisateur américain
- Frédéric Rémola, entraîneur français de football
- Jaan Kirsipuu, coureur cycliste estonien
- Jason Clarke, acteur australien
- Jean-Bernard Bouvet, pilote automobile français
- Karin Brienesse, nageuse néerlandaise
- Kenji Watanabe (mort le 18 septembre 2017), nageur japonais
- Mani Haghighi, cinéaste, réalisateur, scénariste et acteur avant-gardiste iranien
- Timo Saarikoski, joueur professionnel finlandais de hockey sur glace devenu entraîneur
- Tommy Söderström, gardien de but suédois de hockey sur glace

## Décès
- Eero Berg (né le 17 février 1898), athlète finlandais spécialiste du fond
- Félix de Pomés (né le 5 février 1889), footballeur espagnol
- Harry Benham (né le 26 février 1884), acteur américain
- Jørgen W. Hansen (né le 15 septembre 1925), joueur de football international danois
- Raizō Ichikawa (né le 29 août 1931), acteur célèbre du studio Daiei. A tourné dans une centaine de films

## Événements
- Découverte des astéroïdes (4109) Anokhin et (7318) Dyukov
- Alain Savary est désigné premier secrétaire du parti socialiste français